# Say Na Na Na
«Say Na Na Na» (с англ. — «Скажи На На На») — песня в исполнении турецкого певца Серхата, представлявшего Сан-Марино во второй раз на «Евровидении-2019». Песню сочиняли Серхат и Мэри Сьюзан Эпплгейт.

## Евровидение
Серхат был объявлен представителем Сан-Марино 21 января 2019 года, Серхат ранее представлял Сан-Марино на конкурсе песни «Евровидение» в 2016 году. Песня, которую Серхат исполнял в Тель-Авиве, вышла 7 марта. Впоследствии песня и клип были выпущены на официальном канале Евровидения на YouTube.
Согласно правилам «Евровидения», все страны, за исключением принимающей страны и «Большой пятерки» (Франция, Германия, Италия, Испания и Великобритания), должны пройти отбор в один из двух полуфиналов для участия в финале; десять лучших стран от каждого полуфинала выходят в финал. Сан-Марино был помещен в первый полуфинал, который состоялся 14 мая 2019 года, и Серхат выступил последним под номером 17. Серхат стал вторым исполнителем из Сан-Марино, который сумел выйти в финал после Валентины Монетты в 2014 году. В финале он занял 19-е место, что стало лучшим результатом Сан-Марино за историю выступлений.

## Список композиций
| №   | Название                                         | Длительность |
| --- | ------------------------------------------------ | ------------ |
| 1.  | «Say Na Na Na»                                   | 2:58         |
| 2.  | «Say Na Na Na» (Wideboys Radio Edit)             | 2:58         |
| 3.  | «Say Na Na Na» (Rico Bernasconi Radio Edit)      | 3:10         |
| 4.  | «Say Na Na Na» (Kon Cept Euro Remix)             | 3:33         |
| 5.  | «Say Na Na Na» (Mark Voss Radio Edit)            | 2:57         |
| 6.  | «Say Na Na Na» (Extended Version)                | 4:55         |
| 7.  | «Say Na Na Na» (Wideboys Feel the Rainbow Remix) | 4:22         |
| 8.  | «Say Na Na Na» (Rico Bernasconi Remix)           | 5:22         |
| 9.  | «Say Na Na Na» (Mark Voss Remix)                 | 4:48         |
| 10. | «Say Na Na Na» (Instrumental)                    | 2:59         |